# Greenfield (Massachusetts)
Greenfield es una ciudad ubicada en el condado de Franklin en el estado estadounidense de Massachusetts. En el censo de 2010 tenía una población de 17.456 habitantes y una densidad poblacional de 307,99 personas por km².

## Geografía
Greenfield se encuentra ubicada en las coordenadas 42°36′53″N 72°35′49″O / 42.61472, -72.59694. Según la Oficina del Censo de los Estados Unidos, Greenfield tiene una superficie total de 56,68 km², de la cual 55,5 km² corresponden a tierra firme y (2,08%) 1,18 km² es agua.

## Demografía
Según el censo de 2010, había 17.456 personas residiendo en Greenfield. La densidad de población era de 307,99 hab./km². De los 17.456 habitantes, Greenfield estaba compuesto por el 92,36% blancos, el 1,7% eran afroamericanos, el 0,35% eran amerindios, el 1,37% eran asiáticos, el 0,03% eran isleños del Pacífico, el 1,63% eran de otras razas y el 2,56% pertenecían a dos o más razas. Del total de la población el 4,89% eran hispanos o latinos de cualquier raza.